# Mon-khmerski jezici
Mon-khmerski jezici, porodica austroazijskih jezika raširenih na prostoru Indokine, koja sa svojih (147) jezika čini zajedno s munda jezicima veliku austroazijsku porodicu. Mon-khmerski jezici granaju se na 7 skupina, to su: asliska, istočna mon-khmerska, monska, sjeverna mon-khmerska, viet-muong, palyu i nikobarska.

## Klasifikacija
A) Asli jezici ukupno (18) Malezija i jedan u Tajlandu:
a1. Jah Hut (1) Malajski poluotok: jah hut.
a2. sjeverni aslijski (8):
a. Chewong (1) Malajski poluotok: chewong (cheq wong),
b. Istočni (4) Malajski poluotok: batek, jehai, minriq, mintil.
c. Tonga (1) Tajland: tonga.
d. Zapadni (2) Malajski poluotok: kensiu, kintaq.
a3. Senoi (5) Malajski poluotok: lanoh, sabüm, semai, semnam, temiar.
a4. Južni aslijski (4) Malajski poluotok: besisi, semaq beri, semelai, temoq.
B) Istočni mon-khmerski (67) Tajland, Kambodža, Vijetnam, Laos:
b1) bahnarski jezici (40) jezika. Vijetnam, Kambodža, Laos:    
b1. a. Centralni Bahnarski (6): alak, bahnarski, kaco', lamam, romam, tampuan.
b1. b. Sjeverni Bahnarski (14):
a. istok (3):
a1. Cua-Kayong (2): cua, kayong.
a2. Takua (1): takua.
b. Zapad (10):
b1. Duan (1) Vijetnam: halang doan.
b2. Jeh-Halang (2) Vijetnam: halang, jeh,
b3. Rengao (1) Vijetnam: rengao.
b4. Sedang-Todrah (4):
a. Sedang (2) Vijetnam: hre, sedang.
b. Todrah-Monom (2) Vijetnam: monom, todrah.
b5. Talieng, Laos
b6. Trieng, Vijetnam.
c. Katua, Vijetnam
b1. c. Južni Bahnarski (9):
a. Sre-Mnong jezici (6):
a1. Mnong jezici (4) Vijetnam, Kambodža: kraol, mnong (istočni, centralni, južni).
a2. Sre jezici (2) Vijetnam: koho, maa .
b. Stieng-Chrau jezici (2) Vijetnam: chrau, stieng (bulo),
c. Stieng, Budeh, Vijetnam
b1. d. Zapadni Bahnarski (11):
a. Brao-Kravet jezici (4) Laos, Kambodža: kravet, kru'ng 2, lave, sou.
b. Laven (1) Laos: laven.
c. Nyaheun (1) Laos: nyaheun.
d. Oi-The jezici (5) Laos: jeng, oy, sapuan, sok, the.
b2) katu jezici (19), Laos, Tajland, Vijetnam:       
a. Centralni Katu (5) Laos:
a1. Ta'oih (5): ir, kataang, ong, ta'oih (gornji i donji).
b. Istočni Katu (8):
b1. Kaseng (1) Laos: kasseng.
b2. Katu-Pacoh (5) Vijetnam, Laos: katu (istočni i zapadni), pacoh, phuong, tareng.
b3. Ngeq-Nkriang jezici (2) Laos: khlor, ngeq.
c. Zapadni Katu (6):
c1. Brou-So jezici (4) laos, Tajland, Vijetnam: bru (istočni i zapadni), khua, sô.
c2. Kuay-Nheu jezici (1) Tajland: kuy.
c3. Kuay-Yoe jezici (1) Tajland: nyeu.
b3) khmerski jezici (2), kambodža i Tajland: sjeverni ili khmer lue i centralnokhmerski
b4) Pearski jezici (6) Kambodža: 
a. Istočni (1): pear.
b. Zapadni (5):
b1. Chong (2):chong, sa'och.
b2. Samre (2): samre, somray.
b3. Suoy (1): suoy.
C) Mon jezici (2) Tajland, Burma: mon, nyahkur.
D) Nikobarski jezici (6) Nikobari: 
d1. Car (1): car nikobarski,
d2. Chowra-Teressa (2): chaura, teressa.
d3. Veliki Nicobar (1): južnonikobarski,
d4. Nancowry (1): centralnonikobarski,
d5. Shom Peng (1): shom peng.
E) Sjeverni mon-khmerski (38) Bangladeš, Indija, Tajland, Laos, Vijetnam, Burma, Kina: 
a) khasi (3) Bangladeš, Indija: khasi, pnar, war.
b) khmu (13) Laos, Vijetnam, Tajland: 
b1. Khao (2) Laos, Vijetnam:  bit (buxinhua), khao.
b2. Mal-Khmu' (7):
a. Khmu' (3) Laos, Vijetnam: khmu, khuen, o'du,
b. Mal-Phrai (4) Tajland, Laos: lua', mal, phai, pray 3.
b3. Mlabri (1) Tajland: mlabri.
b4. Xinh Mul (3) Vijetnam, Laos: kháng, phong-kniang, puoc.
c) mang (1) Vijetnam: mang.
d) palaung (21), Burma, Kina, Laos, Tajland: 
d1. zapadni  (6):
a. Danau (1) Burma: danau.
b. Palaung jezici (3) Burma: palaung ( pale,  shwe,  rumai),
c. Riang (2) Burma: riang, yinchia.
d2. istočni (15):
a. Angku jezici (8): hu, kiorr, kon keu, man met, mok, samtao, tai loi, u (zove se i puman),
b. lamet jeziciLamet (2)  Laos: con, lamet.
c. Wa (5):
c1. Bulang jezici (1) Kina: blang.
c2. Lawa jezici (2) Kina, Tajland: lawa (zapadni i istočni),
c3. Wa (2) Burma: parauk, wa.
F) Palyu jezici (2) Kina: bogan, bolyu.
G) Viet-Muong jezici (10) Vijetnam, Laos, Tajland: 
g1. Chut (3) Vijetnam, Laos: arem, chut, maleng.
g2. Cuoi (2) laos, Vijetnam: hung, tho,
g3. Muong (3) Vijetnam, Laos: bo, muong, nguôn.
g4. Thavung (1) Tajland: aheu.
g5. Vijetnamski (1) Vijetnam: vijetnamski.
H) neklasificirani (2) Kina: kemiehua, kuanhua; prije (4,), uz njih i buxinhua [bxt], čiji je identifikator povučen iz upotrebe, a alternativni je naziv jezika bit [bgk], jedan od dva khao jezika. Drugi je bugan [bbh], koji se klasificira danas u skupinu palyu.